# تأثير هانس الذكي
تأثير هانس الذكي، ويسمى أيضًا ظاهرة هانس الذكي (بالإنجليزية: Clever Hans phenomenon أو Clever Hans effect)‏ هي ظاهرة في علم النفس تعني ألارسال والأستقبال المتواصل للإشارات الخفية، وعادةً ما تحدث من دون إِرَادة ولا أدراك اثناء التفاعلات الاجتماعية. هذه الإشارات الخفية هي شكل من أشكال التواصل غير الملحوظ حيث قد تسهم التوقعات في التأثيرعلي سلوك الآخرين (وعلى العكس من ذلك، سلوك الفرد قد يتأثر من توقعات الآخرين). اسم هذه الظاهرة هي مستوحاة من قصة الحصان «هانس الذكي»، التي وقعت في السنوات الأولى من القرن العشرين.
وبجانب الاهتمام الكبير بهذا الموضوع من علم النفس، فلقد احدث «تأثير هانس الذكي» أيضا تأثيرا هاماً في مجال علم النفس التجريبي، لأنه يثير تساؤلات بشأن علاقة المختبر بموضوع دراسته وتأثير توقعاته على النتائج التي يحصل عليها.. ولذلك تمت دراسته 1960, من قبل عالم النفس روبرت روزنتال تحت اسم«تأثير بجماليون» و«تأثير المجرب».

## ًاصول

### حصان يمكنه أداء العمليات الحسابية

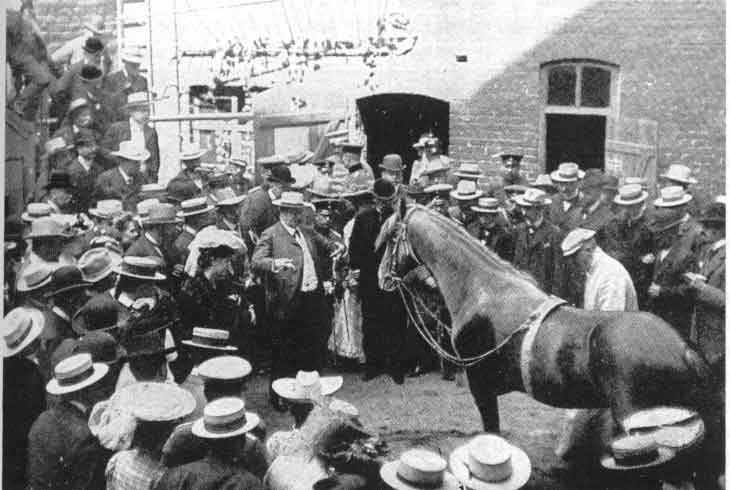
عرض لهانس الذكي

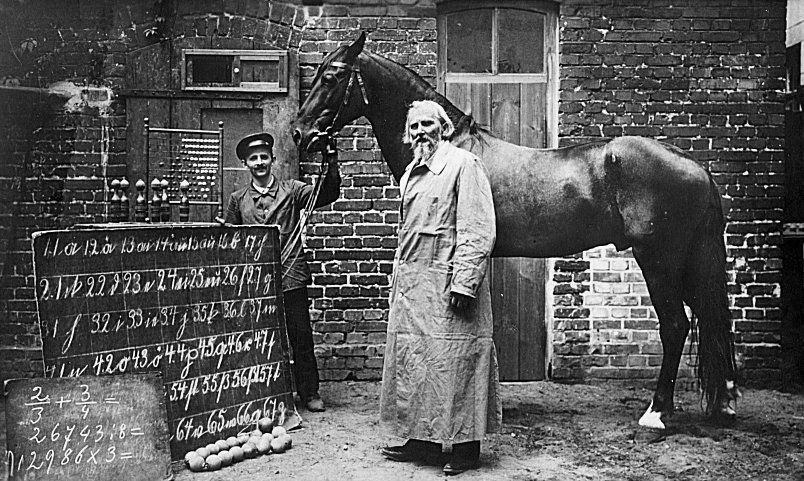
هانس الذكي ومعلمه فيلهلم فون أوستن.

مصطلح «هانس الذكي» أصله مأخوذ من قصة «هانس الذكي» الحصان الذي كان يعيش في ألمانيا في بداية القرن العشرين وكان يمتلكه النبيل ومعلم الرياضيات فيلهلم فون أوستن الذي كان مؤمن بأن الحصان موهوب بالذكاء التجريدي أو الذكاء المفاهيمي ويمكنه ان يتعلم بطرق التعليم التقليدية المستخدمة في المدارس، وعلي أثر أربع سنوات من التدريب، بدا أن هانس (الذي لقب بعد ذلك «بالذكي») أصبح خبيراً في الحساب والقراءة.. وسرعان ما أصبح مشهوراً في جميع أنحاء أوروبا وتسبب في الكثير من الجدل في الأوساط العلمية في ذلك الوقت.
كان الجدل الدائر حول هانس الذكي كبيرا حتي أن  مجلس برلين للتعليم قد شكل لجنة مسؤولة عن معرفة ما إذا كانت مهارات هانس هي نتيجة لعملية تزيف وأحتيال أم إذا كان الحصان حقاً موهوبا بذكاء تجريبي. وفي تقريرهم بتاريخ 12 سبتمبر 1904، خلص المفوضون بعنايه إلى أنه «ليس هناك أي خدعه أو تحايل في قدرات هانس العلميه، ولكن حالة هانس تستحق منا المزيد من الاهتمام». وتم تكليف أوسكار بفونجست من قبل عالم النفس البارز كارل ستمف لمتابعة التحقيقات في هذا الموضوع.
استنتجت سريعاً ملاحظة بفونجست المتعمقة في علم النفس الي أن مهارات هانس ليس لها علاقه بالرياضيات أو القراءة بل في الواقع كان الحصان جيدًا بشكل خاص في «تعلم لغة جسد الناس واستخدام هذه الإشارات الدقيقة جدًا للحصول على الجَزَاء».فهانس الذي كان يجيب بضرب الأرض بحافره، كان يعلم  متي يجب عليه التوقف عن الضرب بتلميحات إشارات جسدية صغيرة يمكنه ملاحظتها من الشخص الذي كان يستجوبه.

### جِدَال حول إدراك الحيوان
تسببت قصة هذا الحصان في تداعيات مدوية في ذلك الوقت. خاصتاً أنها أعادت إحياء جدال قديم للغاية حول " ذكاء الحيوان ". ولذلك يشرح أوسكار فونغست، في الفصل الأول من كتابه المنشور عام 1911، أنه إذا رغبنا في النظر في قضية هانس، فيجب علينا أولاً أن ننظر الي ما كان عليه وضع قضيه ادراك الحيوان في ذلك الوقت. فوفقا له، تم التشكيك في مبادئ علم سلوك الحيوان الأساسية عدة مرات لأن أسسه قائمه علي قواعد غير ثابته. في الواقع بالنظرالي استحاله الوصول المباشر إلى الإدراك الحيواني، يجب إذا علي علماء النفس أن يسعوا للوصول إليه من خلال سلوك الحيوان أو بنائه على مفاهيم علم النفس البشري. وقاطعا لا يمكنهم أذا الإجابة على السؤال التالي: «هل تمتلك الحيوانات أدراكا يشبه الأدراك الإنساني؟»
وبشأن هذا السؤال، يوضح بفونجست أن علم النفس المقارن مقسم إلى ثلاث مجموعات:
1. ترى المجموعة الأولى أن الحيوانات تملك نوعاً من الأدراك المتدني: وأنهم لديهم مشاعر وأحاسيس وتبعث هذه الاحاسيس بصور في ذاكراتهم ويمكن لهذه المشاعر أن تكون مترابطه بمجموعات متعدده من الذكريات، ولذا فالحيوانات يمكنها التعلم عن طريق التجربة، لكنها ليست قادره علي تشكيل مفاهيم أو أصدار أحكام أو استنتاجات ولا يمكنها تحت أي ظرف من الظروف أن تشعر بمشاعر أخلاقية، الخ. هذا المفهوم للإدراك الحيواني يوحي بأن هناك فجوة بينه وبين الإدراك البشري. أن هذه الرؤية هي الأقدم منذ أن تم تطويرها لأول مرة من قبل أرسطو والرواقيين، ثم تدريسها من قبل الكنيسة المسيحية. كما كان لها تأثيرعلى عموم الفلسفة في العصورالوسطى.
2. المجموعة الثانية أكثرتطرفاً فوفقاً لأعضائها لا تملك الحيوانات «حياة نفسية» وعليه سيكونون مثل «الآلات الفارغة» التي تتفاعل تلقائياً مع المحفزات الخارجية. تم تقديم هذا المفهوم لأدراك الحيوانات من قبل رينيه ديكارت في القرن السابع عشر وسادت هذه الرؤية لفترة قصيرة ولكن كان لها تأثير كبير لأن العديد من الخلافات التي أثارتها تسببت بقوة في أعاده دراسة الوعي الحيواني.
3. وأخيراً، ترى المجموعة الأخيرة أن الوعي الحيواني والوعي البشري يجب أن يُنظر إليهما كجزء من سلسلة متصله ولا يوجد بينهما أختلافات جذريه ولكن الاختلافات بينهم بدرجات متفاوته. هذا المنظور الأخير هو الذي طوره الماديون (منذ إبيقور). ثم تم اعتماده من قبل جمعيات فرنسيه وبريطانيه (مثل Étienne Bonnot de Condillac) وأنصار التطور.

وفقا لبفونجست، هناك اتجاهان يظهران في علم علم سلوك الحيوان: من ناحية، هناك من يرغب في التمييز بشكل جذري بين النفس البشرية والنفس الحيوانيه. ومن ناحية أخرى، هناك من يحاول النظر فيهما معًا. ويوضح أنه على الرغم من أنه صحيح أن بعض الأفعال في الحيوانات لا تشتق بأي حال من فكر مفاهيمي (تجريدي)، فإن الأفعال الأخرى، على العكس، يمكن تفسيرها علي هذا النحو. ووفقا له، فإن هنا تتواجد نقطة الجدل: «فإذا كان يمكن تفسير بعض الأفعال بأنها نتيجة لفكرمفاهيمي، فهل يجب علينا بالضرورة تفسيرها على هذا النحو تحديداً؟». للإجابة على هذا السؤال، سيكون ضرورياً، وفقا لبفونجست، أن تظهر لنا حقيقة لا تقبل الجدل وتسمح للتقرير لصالح أولئك الذين يؤمنون بوجود شكل من أشكال التفكير في الحيوانات. (على سبيل المثال دليل على الذكاء المفاهيمي). وهنا يتدخل هانس: هذا الحصان القادر على حل المعضلات الحسابية، وربما يكون في النهاية هذا هو «الشيء الذي كان ينتظر طوال كل هذا الوقت».
 أثارت قضية هانس الكثير من الخلافات. كما يشير بفونجست في كتابه: "كل شخص اعتبر تفسيره الخاص هو الوحيد الصحيح، دون أن يكونوا قادراً على إقناع الآخرين. الحاجة حينئذ لم تكن مجرد التأكيد البسيط، ولكن الدليل.
ويبقى هذا السؤال اليوم بدون تغيير نسبيًا لأن تدخل بفونجست لن يترك امكانيه للإجابة عليه. في الواقع، اتضح أن الحصان لم يكن لديه على ما يبدو ذكاء مفاهيمي (تجريدي)، لكنه تصرف وفقًا للتوقعات التي كان يفهمها من الشخص الذي كان يستجوبه.

### تأثير هانس الذكي لا يقتصر فقط على الحيوانات
بعد ملاحظة هانس واكتشاف سر مواهبه، أجرى أوسكار بفونجست تجربة جديدة وضع فيها نفسه مكان الحصان، فكان عليه الإجابة عن الأسئلة التي طرحها المشاركون بشكل صحيح عن طريق لكمة الطاولة. لم يكن المشاركون على دراية بالغرض من دراسة بفونجست. واتضح أن «من بين 25 مستجوباً، أبلغ 23 منهم بشكل لا إرادي لبفونجست متي عليه أن يتوقف اللكم لإعطاء الإجابة الدقيقة». لم يدرك أي من المشاركين أنه كان يزود بفونجست بمعلومات حول الإجابة الصحيحة. وبعد فترة تدريب، اكتسب بفونجست نفس مواهب هانس وتمكن من الكشف عن الإشارات اللاإرادية وغير الواعية التي أرسلها إليه السائلون. توضح هذه العناصر حقيقة أن «تأثير هانس الذكي» لا يحدث فقط مع الحيوانات ولكنه يعمل أيضًا مع البشر.

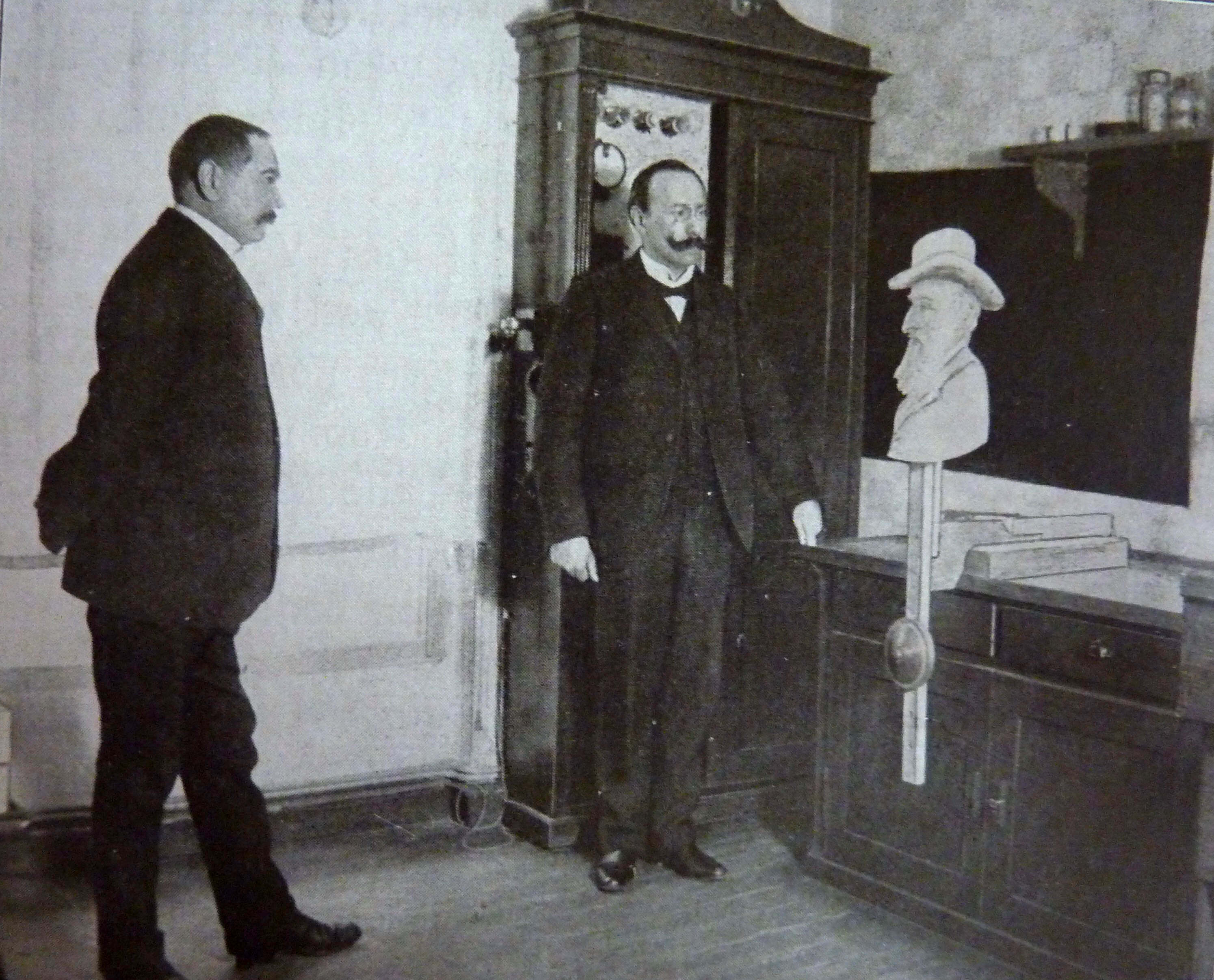
دراسة حركات الجسم اللاإرادية.

### السائلين الأكثر ' حنكة ' من غيرهم
يبدو أن بعض المختبرين لهانس كانوا أكثر حنكة من غيرهم في الحصول على إجابات صحيحة. وفي الواقع، كان من بينهم من يحصل تقريبا دائمًا على إجابات دقيقة، والبعض الآخر كان يحصل علي اجابت صحيحه من وقت لآخر، بينما كان البعض منهم لا يحصل علي اجابات صحيحه ابدا. ويستنتج أوسكار بفونجست إلى أن بعض الأفراد يجب أن يتمتعوا بصفات خاصة تؤثر بشكل كبيرعلى استجابات الحصان وأن هذه الصفات تجعلهم «محنكين» أكثر من الآخرين في تحقيق نتائج دامغه. وهكذا يشرع بفونجست في إنشاء تصنيف للخصائص التي تجعل هؤلاء الأفراد «سائلين محنكين». ومن بينها: اللباقة، المظهرالمسيط، القدرة على التعامل مع الحيوانات، القدرة على الانتباه والتركيز وعلي ارخاء التحكم في العضلات بسهولة والثبات عند صلابه معينه (لا أكثرمن الازم ولا اقل من الازم) وبشكل خاص القدرة على «الثقة» في مهارات من يختبره. وفقا لبفونجست، يمكن للحصان ان يتعلم أكثريه الاشياء مع (السائلين المحنكين) لانه في سلوكهم تظهر اشارات تؤثر علي هانس وتثمر نتائج أكثر معه.

## تاريخ
بجانب الجدال المهم الذي اثاره هانس حول الوعي الحيواني في ذلك الوقت، كان لتاريخه أيضًا أهمية خاصة في علم النفس خاصتاً في علم النفس التجريبي. أثمرت حالته عن «تأثير هانس الذكي»، وتسمى أيضًا «ظاهرة هانس الذكي» أو «تأثير Clever Hans»، أي حقيقة أن توقعاتنا يمكن أن تؤثر علي استجابات أو ردود أفعال المشاركين في التجربة (أنسان أو حيوان)، من خلال إشارات أو تلميحات  نرسلها بشكل غيرملحوظ في سلوكنا. هو إذن نوع من التواصل غير المقصود الذي يمكن أن يحدث بين البشر أو بين البشر والحيوانات.
في الواقع كان لهذا التأثير بصمه كبيره في علم النفس التجريبي لأنه يعكس حقيقة أن توقعات المختبر يمكن أن تؤثرعلى النتائج التي يحصل عليها. وإذا لم يسيطربشكل مناسب على هذه الظاهرة، فقد لا تعكس نتائجه الحقيقة التي يحاول تقيمها ولكن تعكس ما يتوقعه أو يأمل في تقييمه، لأنه نقل توقعاته دون وعي ولا اراده للمفحوص. وهكذا، يعتبر تأثير هانس الذكي الآن مثل المشوش علي الاختبار، وبالتالي، أصبح رمزًا لعلماء النفس التجريبي. علاوة على ذلك، تطور هذا الرمز بمرور الوقت، وهذا التطور جزء من تاريخ علم النفس التجريبي ذاته. لذلك كان للتأثير (ولا يزال) بصمه  كبير على علم النفس التجريبي وكذلك في مجالات علم النفس الأخرى. وعلى وجه الخصوص، كان له تأثير كبير على علم النفس المقارن فيما يتعلق بمسألة «العد عند الحيوانات» أو، بعد سنوات، في علم النفس المعرفي فيما يتعلق بدراسة الوعي.

### ظهور علم النفس التجربي

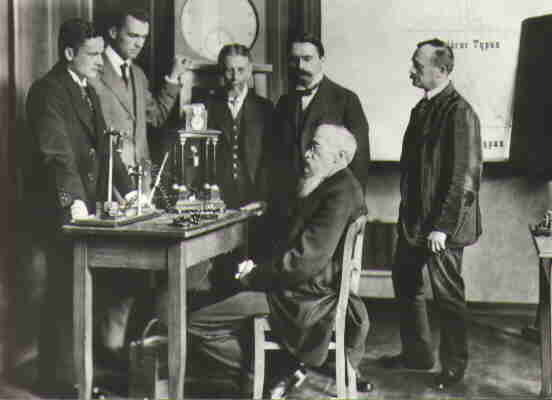
ويليام فونت
(يجلس) مع زملائه في مختبره.

تأثير هانس الذكي تم اكتشافه ودراسته لأول مره في عام 1904، وفي ذلك الوقت كان علم النفس التجريبي حديث النشوء: فقبل 25 عام من هذا الوقت كان قد أسس فيلهلم فونت
أول مختبر لعلم النفس التجريبي في لايبزيغ. وكان لعلم النفس التجريبي في هذا الوقت تأثير كبير علي الطريقة التي حللت بها ظاهره هانس ففي ذلك الوقت كان يلاحظ اتجاه من علماء النفس في تبسيط الظواهر المدروسه.علم النفس كان يتجه حينها الي ازاحه الستارعن تخصصات ومعارف دنيويه اخري، فأنه لم يعد يتساهل مع أي كائن يدرسه فكانت كائنات الدراسة جميعها خاضعه إلى الدقة العلمية والمنهج التجريبي. وبالتالي لم يكن مقبولا أن تكون هناك «معجزه» في حالة هانس؛ كان هناك تفسير منطقي موجود بالضرورة وبفونجست حاول اكتشافه بطريقة تجريبية ودقة علمية.

### تولي روبرت روزنتال زمام البحث
وبالرغم من كل ذلك فان تأثيرهانس الذكي لم يقتصرعلي اكتشافات اوسكار بفونجست. فبعد عدة عقود علماء النفس كانو يدعون هذا الحصان «بشبح هانس الذكي» بهدف «تنقيه مسارات التجارب», والحق أن إرث هانس الذكي في علم النفس هو إرث من الحذر واليقظة: فالمختبرين لا يمكنهم نسيان أنهم قد يؤثروا علي استجابات أو ردود أفعال المشاركين في التجربة. ظاهرة هانس الذكي ينظر لها ألان علي  أنها «خطأ في ألاسناد معرض له كل مختبر يعمل مع الكائنات الحيه».

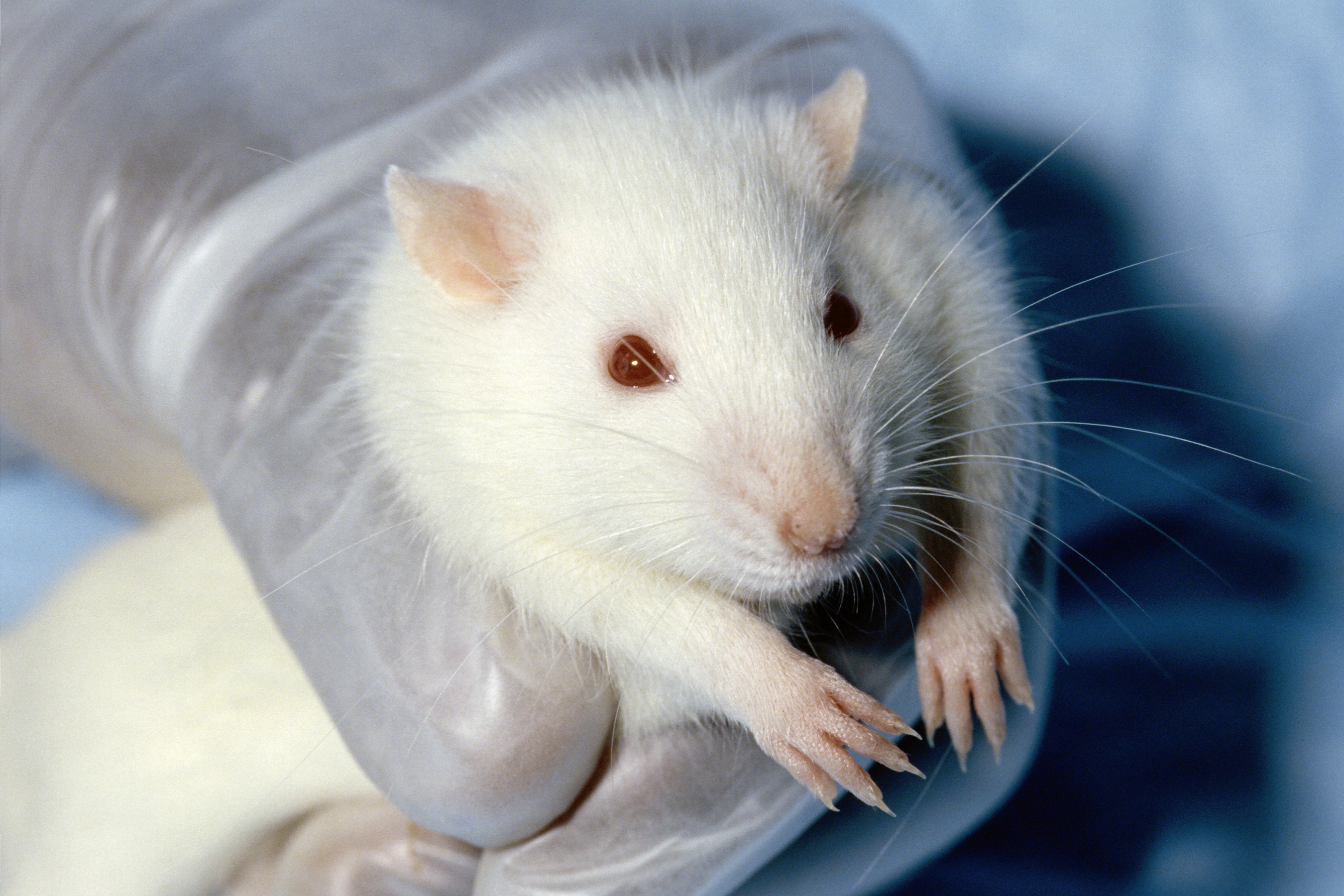
يقوم روبرت روزنتال بدراسه خاصة مع طلابه لتسليط الضوء على تأثيرالمختبر، بأعطائهم للجرذان وحملهم علي الاعتقاد علي أن البعض منهم معه جرذان أكثر كفائه من الاخري، فيأتي اداء الجرذان حينئئذ تبعا لاعتقاد الطلاب.

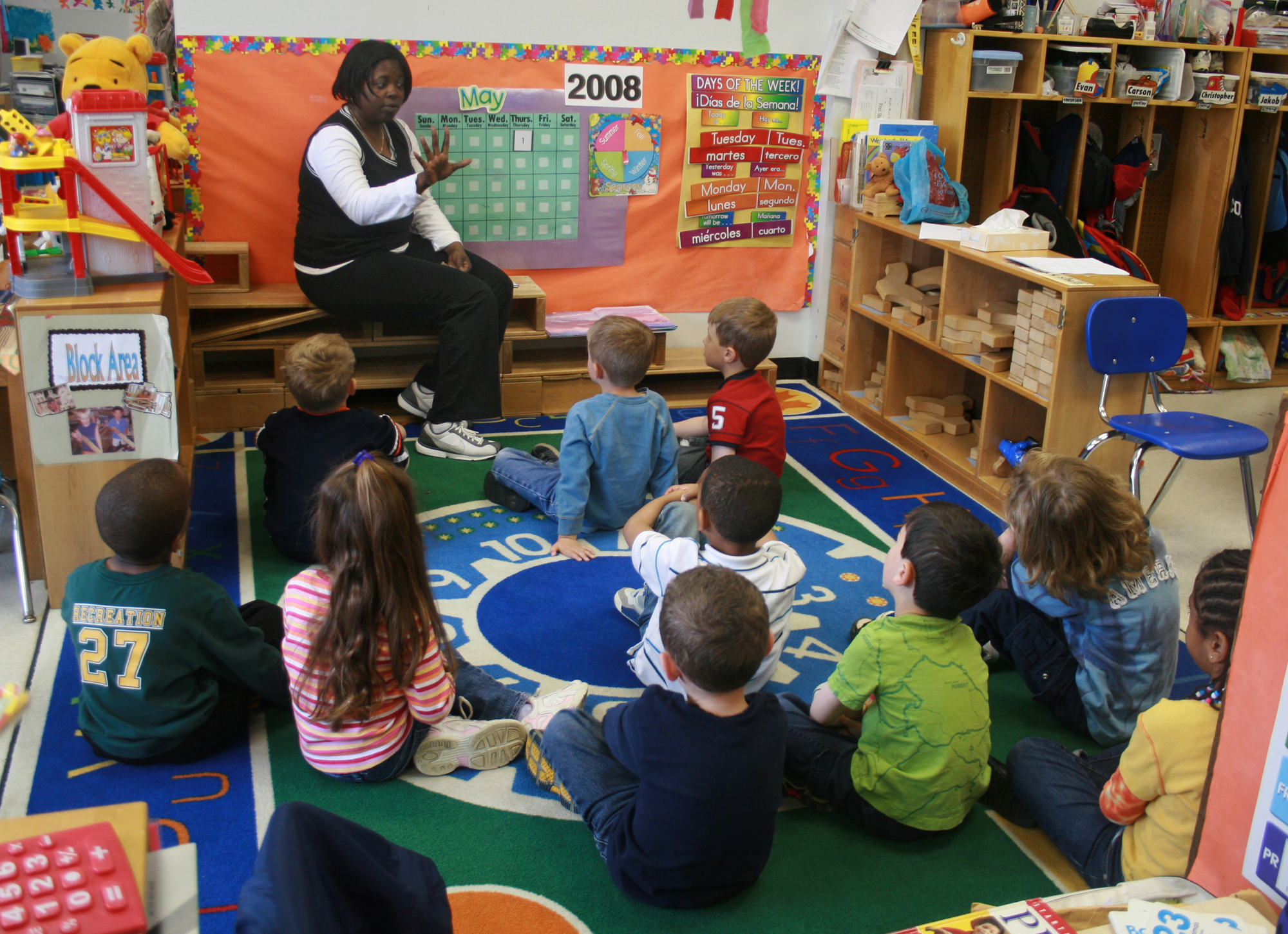
تأثير بجماليون يوضح التأثيرالذي قد تحدثه توقعات المعلم على النتائج التي يحصل عليها طلابه.

في الستينيات من القرن الماضي، الهمت النبوءة ذاتية التحقيق التي طورها روبرت ميرتون في عام 1948 روبرت روزنتال وأحيت فيه اهتماماً جديدا بهذه الظاهرة، فقام بدراسه ما يسمي «التحقيق التلقائي للنبوءة الشخصية» هذا المصطلح العام الذي يشير الي حقيقة أنه «في سياق العلاقات بين الأشخاص، فإن ما يتوقعه المرء من سلوك الآخر قد يساعد بشكل كبير في تحديد سلوك هذا الآخر». وبدءاً من هذا المفهوم العام قام روزنتال بتطوير فكره «التأثير التجريبي» الذي يركز على «آثار توقعات المجرب على الإجابات التي يحصل عليها من المشاركين في التجربة». كما يطور، بالتعاون مع لينور جاكوبسون، مفهوم «تأثير بجماليون» الذي يظهر التأثير الذي يمكن أن تحدثه توقعات المعلم على النتائج التي يحصل عليها تلاميذه.
توضح تجارب التأثير التجريبي لروبرت روزنتال الي أن الي هذا الوقت (وحتي ألان) كان لا يزال ينظرالي تأثير هانس الذكي علي انه خطر يهدد المختبر. فنري تطور مبالغ في توخي الحذر حيال هذا التهديد. بحيث يكون ضروريا دائماً احكام السيطرة علي التجربة. وقد ساهم هذا في ظهور طرق تهدف الي التحكم في هذه التحيزات " انحياز الاستجابة ". خاصتاً التجربة العمياء (أنظر تجربة عمياء التجارب مزدوجة أو ثلاثيه التعمية) أواستخدام نظم جمع البيانات التلقائي للحد من تأثير توقعات المجرب على النتائج حصل عليها من عناصر التجربة.

### الدراسة التجريبية للحيوانات بعد هانس الذكي
كان لقصه هانس الذكي أثر كبيرعلي التجربة الحيوانيه. ففي حين حدوثها كانت، لازالت الدراسة التجريبية للسلوك والذكاء الحيواني حديثه الولود، خاصتاً كتاب إدوارد لي ثورندايك، الذكاء الحيواني، الذي نُشر عام 1898. فمثلت حالة هانس الذكي حينئذ نقطة تحول في طريقة تناول مثل هذه التجارب. ومنذ هذا الوقت وتشير التجارب على سلوك الحيوانات، وخاصة المتعلقة بالقدرة علي العد، إلى قصة هانس الذكي كمرجع بل والي تأثيرهذا الاسم., وجدير بالذكر أن أرث هانس الذكي العلمي قد خلف وراءه مبالغه في توخي الحذر وانعدام الثقة، ودفع المختبريين إلى احكام سيطرتهم علي التجارب وأصبحوا «متحفظين» في تفسير البيانات التي يحصلون عليها من الحيوان. وكان لهذا في بعض الأحيان عواقب عكسيه على علم النفس لأنه، من خلال الاقتصار فقط علي سجل الحركة، يخاطر المختبرون، من ناحية، بنسيان ما يميز «التجربة المتفرده لاستجواب الأحياء»، والمقصود بهذا هنا: الوضع الأجتماعي (مع مخاطره وقيوده) الذي يولد من خلاله علاقة بين الإنسان والحيوان وفيه يلتزم الحيوان بطلب المختبر. في الواقع، حقيقة أن يختار الحيوان أن «يوافق» أو لا على الطلب المقدم إليه ليس أمرا تافهاً بل أمرا يستحق منا كل الاهتمام. ومن ناحية أخرى، يبدو أنه منذ أعمال أوسكار فونغست، وتراود الشكوك مصداقية الأبحاث المتعلقه «بالعد» عند الحيوانات. مع أن بفونغست لم يظهر سوي أن المهارات الحسابية المنسوبة إلى هانس لم تكن حقيقية، لكنه لم يشير، على أي حال، أن الحيوانات غير قادرة على فهم الأرقام. وفي الحقيقة تقترح اليوم جزء من الأدبيات التي تتناول الموضوع أن هناك بعض أشكال المهارات العددية في أنواع الحيوانيات، لا سيما مع الأرقام المجردة. ففي بعض الأحيان نتحدث عن «العد المسبق» أو «العد الأولي» (بالإنجليزية: proto-counting).

### هانس الذكي ودراسة الإدراك في العلوم المعرفية

المجالات التي ساهمت في ولادة العلوم المعرفية.

تولدت العلوم الاستعرافية بعد مرور عدة سنوات علي وفاة هانس الذكي وبالرغم من ذلك، لا تزال للمشكلات التي أثارتها هذه القصة صدى اليوم في هذه التخصصات. تثير هذه الظاهرة مسألة الدور الذي يلعبه الإدراك في المعرفة لأنه أظهر أن جزءًا من السلوك يمكن أن يفلت تمامًا من الاستبطان والمراقبة. لذلك ليس هناك بالضرورة «علاقة شفافية بين الإدراك والسلوك». فليس بالضرورة لأن هانس أجاب على الأسئلة بشكل صحيح فننسب له مهارات حسابية. فقد وصل إلى النتيجة المرجوة ولكن عن طريق التخيل. وبالتالي، إذا اعتبرنا أن البنية المعرفية مسؤولة عن سلوك معين في لحظة معينة فهذا الاعتبار قد غير دقيق في سياقات أخرى. النظام المعرفي معقد للغاية ويمكن تحليله على عدة مستويات من الوصف. وبالتالي، قد تكون العديد من الهياكل المعرفية مسؤولة عن نفس السلوك، واستخدام واحد أو آخر من هذه الهياكل يعتمد على الظروف التي يكون فيها الفرد. فيما يتعلق بالوعي، فمن المرجح أنه يعمل بطريقة مماثلة. يجب علينا ألا نبحث عن آلية واحدة للوعي، ولكن العديد من الوظائف تختلف باختلاف مستوى الوصف.

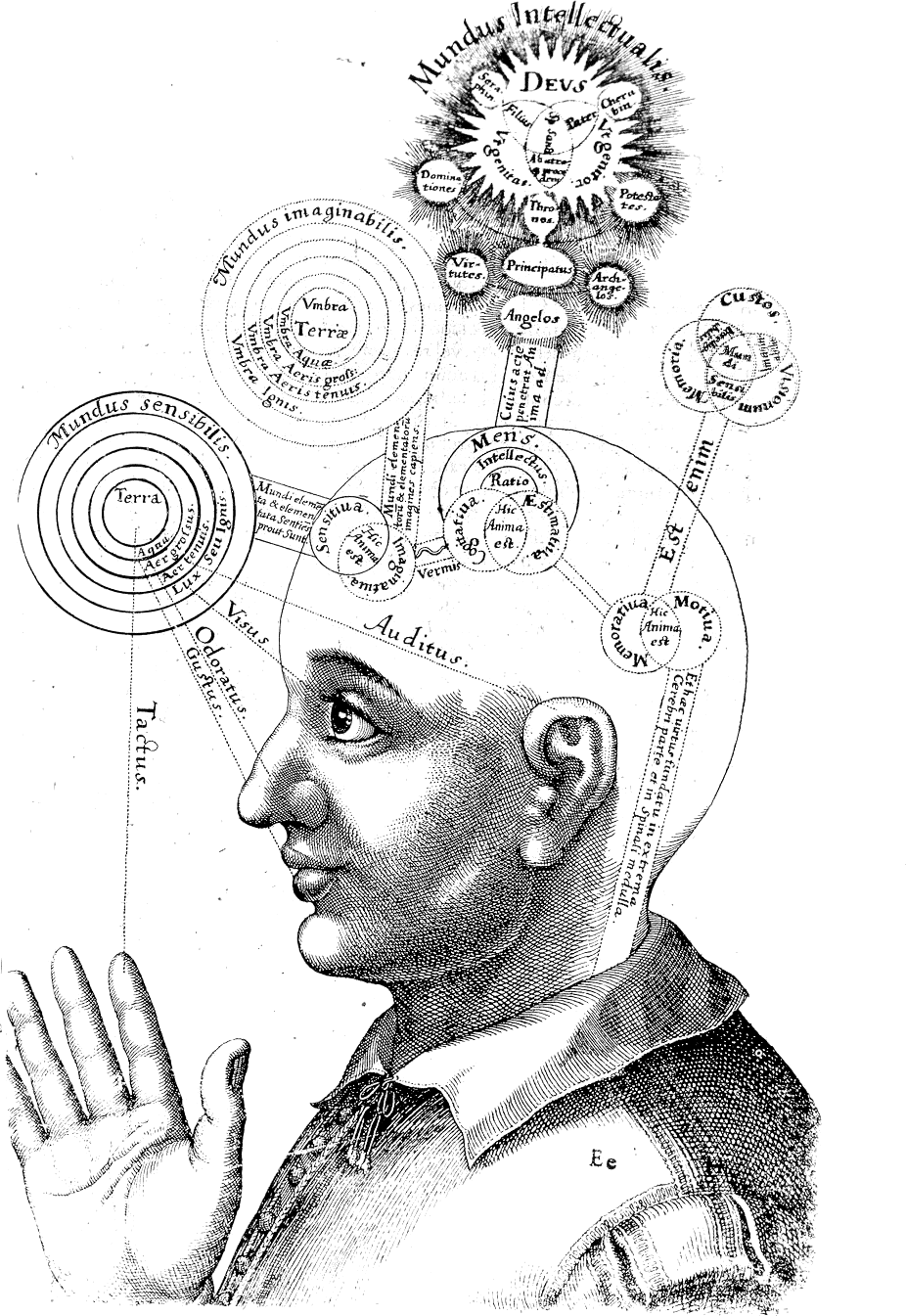
تمثيل للادراك (القرن السابع عشر).